# Phyllocnistis eurymochla
Phyllocnistis eurymochla là một loài bướm đêm thuộc họ Gracillariidae. Loài này có ở Queensland.